# Francesca Dellera
Francesca Dellera, pseudònim de Francesca Cervellera (Latina, 2 d'octubre de 1965), és una actriu i model italiana, sex symbol durant els anys 1980 i 1990.

## Biografia
En acabar l'ensenyament secundari es va traslladar a Roma, on va començar a treballar com a fotomodel. El seu atractiu físic li facilita diverses aparicions a les portades de revistes nacionals i internacionals, també retratades per mestres de la fotografia com Helmut Newton, Dominique Isserman, Greg Gorman, Michel Comte, André Rau, Annie Leibovitz i molts altres. De 1985 a 1986 també va interpretar diversos fotonovel·les de Lancio sota el pseudònim de Francesca Lisi.
La periodista de moda i vestuari Natalia Aspesi la descriu així: "En comparació amb els cànons asexuals de la bellesa moderna, Francesca Dellera és una noia del passat, la seva blancor suau i carnal és d'aquelles que no es poden veure més, com que la feminitat és ara també vista completament asexual, com vol la televisió, com vol la moda".
Va ser descoberta i llançada pel director Tinto Brass a la pel·lícula eròtica Capriccio, que li va donar una fama sobtada i la va consagrar com a nou Sex symbol del cinema italià. Més tard va fer el paper de protagonista, al costat de Gina Lollobrigida, a la minisèrie de televisió en 3 capítols  La romana de Giuseppe Patroni Griffi, adaptació televisiva de pel·lícula del mateix nom dirigida per Luigi Zampa el 1954 (basada en una novel·la d'Alberto Moravia); el drama va tenir 10 milions d'espectadors i Moravia la va escollir per dedicar-li una entrevista al setmanari "L'Espresso", un privilegi que només havia concedit a Claudia Cardinale i Sophia Loren. Per la seva interpretació va rebre el gran premi internacional de l'espectacle Telegatto. El famós crític de cinema Tullio Kezich va dir d'ella: "La fisicitat de Francesca Dellera diu molt, posseeix aquell extra que tenen les figures d'excepció de la pantalla, tan a gust davant la càmera que quan va vestida es veu nua, i quan està nua sembla vestida.»
L'any següent va protagonitzar el telefilm La bugiarda. En aquest període apareix en diverses campanyes publicitàries, inclosa la de IP dirigida per Maurizio Nichetti, guardonada com el millo spot de l'any.
En el punt àlgid del seu èxit, el director Marco Ferreri (que la va anomenar «la pell més bella del cinema italià») va quedar impressionat per l'actriu i va escriure el guió de la pel·lícula La carne, interpretada per ella juntament amb Sergio Castellitto. La pel·lícula es va presentar al 44è Festival Internacional de Cinema de Canes on va tenir un gran èxit i va donar a Francesca Dellera fama internacional. Federico Fellini, impactat per la interpretació a la pel·lícula de Ferreri, la va escollir per al paper de Fada per a la pel·lícula Pinotxo, un projecte en què el director pensava des de feia temps. i que hauria pensat en Roberto Benigni en el paper del titella; tanmateix, la mort prematura del director va impedir la realització de la pel·lícula.
Als anys noranta es va traslladar a França, un país on l'actriu va tenir un gran èxit mediàtic i on va rodar la pel·lícula L'Ours en peluche de Jacques Deray al costat d'Alain Delon; també va modelar la pista de Jean-Paul Gaultier. L'estrella del rock Prince, després de veure les seves fotos, va anar a París per conèixer-la i va llogar un cinema per veure ella sola la pel·lícula La carne, proposant-li que anés amb ell a Amèrica i fos la protagonista del seu videoclip; tanmateix l'actriu es va negar per altres compromisos professionals prèviament assumits El 1997 apareix al llibre dedicat al 50è aniversari del Festival Internacional de Cinema de Canes.
De tornada a Itàlia, va ser la protagonista de Nanà, una minisèrie de televisió en dues parts dirigida per Alberto Negrin, adaptació de la novel·la del mateix nom d'Émile Zola. Després va protagonitzar la superproducció francesa de coproducció per a televisió en dos episodis, La contessa di Castiglione, dirigida per Josée Dayan, juntament amb a Jeanne Moreau i Sergio Rubini.

## Filmografia

### Cinema
- Grandi magazzini, dirigida per Castellano e Pipolo (1986)[12]
- Capriccio, dirigida per Tinto Brass (1987)
- Roba da ricchi, dirigida per Sergio Corbucci (1987)
- La carne, dirigida per Marco Ferreri (1991)
- L'Ours en peluche dirigida per Jacques Deray (1994)

### Televisió
- La romana, dirigida per Giuseppe Patroni Griffi – minisèrie TV (1988)
- La bugiarda, dirigida per Franco Giraldi – minisèrie TV (1989)
- Nanà, dirigida per Alberto Negrin – minisèrie TV (2001)
- La contessa di Castiglione, dirigida per Josée Dayan – minisèrie TV (2006)